# Лаю, Андрея
Андрея Лаю (рум. Andreea Laiu; 15 марта 1986) — румынская футболистка, нападающая и полузащитница. Выступала за сборную Румынии.

## Биография
На родине выступала за клуб «Клужана». В юности занималась также мини-футболом и гандболом.
В 2009 году перешла в кипрский клуб «Аполлон» (Лимасол), где провела 4 сезона, становилась чемпионкой Кипра (2011/12, 2012/13) и участвовала в розыгрышах женской Лиги чемпионов. В 2014 году выступала за аутсайдеров чемпионата Норвегии «Амазон Гримстад».
В начале 2015 года перешла в российский клуб «Россиянка». Дебютный матч в высшей лиге России сыграла 24 апреля 2015 года против «Кубаночки», а свой первый гол забила во второй игре — 2 мая в ворота «Зоркого» (1:0). Всего за половину сезона сыграла 8 матчей и забила один гол в чемпионате России и уже летом покинула команду. «Россиянка» в итоге стала серебряным призёром чемпионата России.
Летом 2015 года спортсменка перешла в исландский «Фюлкир», где провела три месяца, а уже в октябре начала выступать за израильский «Кирьят-Гат». В составе этого клуба становилась чемпионкой Израиля 2016/17 и 2017/18 и участвовала в Лиге чемпионов. В сезоне 2017/18 заняла второе место в споре бомбардиров чемпионата Израиля с 29 голами, уступив только бразильянке Табате (30), в том числе в двух матчах забивала по 5 голов. В ходе сезона 2018/19 перешла в клуб «Маккаби» (Кишронот-Хадера), с которым стала бронзовым призёром чемпионата Израиля, а следующий сезон начала в клубе «Маккаби» (Холон).
В течение одиннадцати лет (2004—2014) выступала за сборную Румынии. В отборочных матчах чемпионатов мира и Европы сыграла не менее 16 матчей, в которых забила не менее 4 голов.